# Dolores De Cicco
Dolores De Cicco es una vedette, cantante y actriz de cine, teatro y televisión argentina.

## Carrera
Nacida en Buenos Aires. Vedette de una gran belleza y porte de los años 60 y principios de los 70, Dolores de Cicco, brilló notablemente como bailarina y al poco tiempo como primera vedette de numerosas revistas teatrales junto a capo-cómicos de la talla de Pablo Palitos. También incursina en cine junto a estrellas como Olinda Bozán, Santiago Gómez Cou, José Marrone, Osvaldo Miranda, Osvaldo Pacheco, Zulma Faiad, entre otros.
Hizo gira por Perú, Uruguay y Venezuela en la Compañía de las "Estrellas de la zarzuela". En Lima tuvo su propio show de televisión en Canal 5, y encabezó la revista del "Sky Room" del Hotel Crillón.
Luego de recibirse de Licenciada en Psicología en el Año 1972 en la Universidad de Buenos Aires se fue alejando del medio artístico. Actualmente es psicoanalista y psicodramatista, ha dictado cursos en la universidad y en el Hospital Álvarez. Fue docente en la Sociedad Argentina de Psicodrama y en la Universidad de las Madres de Plaza de Mayo.

## Filmografía
- 1959: He nacido en Buenos Aires
- 1967: La cigarra está que arde
- 1967: Coche cama, alojamiento
- 1973: El cabo Tijereta
- 1974: En el gran circo[2]

## Televisión
- 1962: El clan del dos, de Horacio Cánepa, junto a Bingo Reyna.
- 1963: El club del clan[3]
- 1965: La matraca
- 1970: La cantina de Calígula[4]

## Etapa como cantante
En 1974 grabó un long play de cumbias y canciones tropicales por la RCA Víctor, con la siguiente discografía: 
- 1) Al ritmo de los tambores
- 2) Cuando me siento
- 3) Quiero seguirte
- 4) Por una cosa
- 5) Ay que me voy mi amor
- 6) Cuestión de amores
- 7) Enamorada
- 8) Las cosas que no me gustan
- 9) Pepe
- 10) La negra Celina
- 11) El chiche
- 12) El ladrón[5]

## Discografía
- 1974: "Bailar Tropical es Bailar al Ritmo de Dolores De Cicco" - RCA

## Teatro
- Las Leandras
- Las de Villadares
- La corte del Faraón
- La de los ojo en blanco
- Obra teatral en el Teatro Maipo (1973).
- Los vecinos de Corrientes[6] (1974), junto a Jorge Perez Evelyn, Pablo Palitos y Estrella Rivera.

## Homenajes
En 2012 se le otorgó una medalla conmemorativa a los artistas que cumplieron 50 años de afiliación a la Asociación Argentina de Actores, entre ellos Dolores De Cicco.